# Mass Effect 2
Mass Effect 2 är ett actionrollspel utvecklat av Bioware och utgivet av Electronic Arts till Microsoft Windows och Xbox 360 i januari 2010, och till Playstation 3 i januari 2011. Spelet är den andra delen i Mass Effect-serien och uppföljaren till Mass Effect från 2007. Spelet utspelar sig i Vintergatan under 2100-talet, där mänskligheten blir hotad av en utomjordisk ras kallad Collectors. Spelaren antar rollen som Commander Shepard, en mänsklig elitsoldat som måste bygga upp och vinna lojaliteten hos en mångsidig grupp för att besegra fienden i ett självmordsuppdrag. Med hjälp av en färdig sparfil från det föregående spelet kan spelaren påverka berättelsen i spelet på olika sätt.
Bioware förändrade flera spelelement och lade ytterligare tonvikt på spelets tredjepersonsskjutaraspekter, såsom en begränsad ammunition och hälsa som återhämtas över tiden. I motsats till det uteslutande fokuset på huvudberättelsen i det ursprungliga Mass Effect valde utvecklarna att skapa en handling där valfria uppdrag hade lika mycket intensitet som i huvuduppdragen. Mass Effects kompositör Jack Wall återvände till att komponera musiken i Mass Effect 2, och siktade på en mörkare och mer mogen musik för att matcha stämningen i spelet. Mass Effect 2 stöder också en mängd nedladdningsbara innehållspaket som släpptes separat från januari 2010 till maj 2011. Det nedladdningsbara innehållet varierar från enstaka utrustningar till helt nya handlingsrelaterade uppdrag.
Mass Effect 2 blev en kommersiell succé och fick positivt mottagande från flera recensenter. Det är ofta citerat som ett av de bästa datorspelen som någonsin skapats. Enligt webbplatserna Gamerankings och Metacritic har Xbox 360-versionen genomsnittsbetygen 95,69 % respektive 96 av 100. Spelet fick beröm för dess interaktiva berättande, karaktärsteckning och stridsmekanik, men fick däremot kritik för dess förenklade spelupplägg jämfört med det första spelet i serien. Spelet fick ett flertal utmärkelser, bland annat "Årets spel" på Academy of Interactive Arts & Sciences och "Bästa spel" på British Academy of Film and Television Arts Awards. Uppföljaren Mass Effect 3 släpptes i mars 2012.

## Spelupplägg
Mass Effect 2 är ett actionrollspel där spelaren antar rollen som Commander Shepard genom ett tredjepersonsperspektiv. Innan spelet börjar bestämmer spelaren vad Shepard ska ha för kön, utseende, militär bakgrund, stridsträning och förnamn. Spelaren kan välja att importera en karaktär från en sparfil från det första Mass Effect-spelet eller starta spelet med en ny hjälte. När spelaren importerar en gammal karaktär kan flera beslut som spelaren gjort i det första spelet påverka berättelsen i Mass Effect 2 och ger spelaren en uppsättning av bonusar under början av spelet. Spelet innehåller sex olika karaktärsklasser för spelaren att välja mellan. Varje klass är skicklig inom en viss uppsättning av krafter och vapentyper. Till exempel är Vanguard (förtrupp)-klassen specialiserad på närstrider och hagelgevär, medan Infiltrator (infiltratör)-klassen förlitar sig på prickskyttegevär och att smyga sig förbi fiender.
Mass Effect 2:s värld är en galaxkarta som spelaren kan utforska för att hitta och slutföra uppdrag. De flesta uppdrag består av stridsuppdrag, men vissa uppdrag kräver att spelaren interagerar med lokala datorspelsfigurer när spelaren besöker rymdbosättningar. Medan spelaren går vidare i spelet kommer nya platser och gruppmedlemmar att finnas tillgängliga. Spelaren får erfarenhetspoäng genom att slutföra uppdrag. Varje gång spelaren uppnår en tillräcklig mängd erfarenhet kommer spelaren att "levla upp" och tilldelas Squad Points som kan användas för att uppgradera Shepards och hans gruppmedlemmars krafter. Krafter ger förbättrade stridsförmågor, där varje kraft har fyra grader som kan låsas upp. Varje grad kostar samma antal Squad Points som dess grad. För att exempelvis låsa upp den första graden av en kraft krävs en poäng, men för att låsa upp alla fyra grader i en enda kraft krävs totalt tio poäng. När spelaren uppgraderar en kraft till dess fjärde grad måste spelaren utveckla kraften till en av två givna former.
Spelarens primära transportmedel är ett rymdskepp som fungerar som Shepards högkvarter. Ombord på skeppet kan spelaren interagera med sina gruppmedlemmar, anpassa spelarens rustning, resa till flera planetsystem och skanna planeter för att skaffa mineraltillgångar. Dessa resurser tillåter spelaren att forska efter ett flertal uppgraderingar som finns i uppdragen, vilket ger förmåner som till exempel ökad vapenskada, förstärkning av spelarens hälsa eller utökning av skeppets bränslekapacitet. För att skanna planeter krävs att spelaren flyttar ett hårkors över en planet och avfyrar en sond när ett oscilloskop varnar för närliggande resurser. Ytterligare uppgraderingar, utrustning och mindre viktiga objekt såsom tidningar och skeppsdekorationer kan köpas från butiker i olika bosättningar.

### Stridsmekanik
Striderna i Mass Effect 2 är gruppbaserade och högst två gruppmedlemmar kan följa spelaren på slagfältet. Spelaren har direkt kontroll över Shepard medan gruppmedlemmarna styrs av spelets artificiella intelligens. Strider äger rum i realtid, men spelaren kan pausa striden när som helst för att sikta på fiender och välja olika krafter för gruppmedlemmarna att använda. Spelet använder ett halvsubjektivt perspektiv som är vanligt inom tredjepersonsskjutare, och lägger stor vikt på att använda betäckning för att undvika att ta skada medan spelaren strider mot fiender. Spelaren kan också ge order till gruppmedlemmarna, såsom att skicka dem att ta skydd bakom ett manuellt utvalt objekt eller fokusera sin eldgivning mot en viss fiende.
Till skillnad från det ursprungliga Mass Effect, där vapen överhettas om spelaren skjuter kontinuerligt under längre perioder, har vapnen i Mass Effect 2 begränsade magasin och måste laddas om efter ett visst antal skott. Shepard och gruppmedlemmarna skyddas av en skadeabsorberande sköld. När skölden är helt urladdad kommer ytterligare skador minska spelarens sekundära hälsomätare. Både sköldmätaren och hälsomätaren regenereras automatiskt när spelaren inte blir beskjuten under en kort period. Spelaren kan återuppliva fallna gruppmedlemmar genom att använda Unity (enighet)-kraften. Men om Shepard dör måste spelaren starta om spelet från den senaste sparpunkten.
Alla fiender är skyddade av hälsa, sköldar, rustningar, barriärer eller en kombination av dessa. Varje typ av skydd har sina egna svagheter. Till exempel är rustningar oftast sårbara för krafter såsom Incinerate (förbränning), som bränner fiender under en viss tid, och vapen med låg eldhastighet såsom prickskyttegevär och tunga pistoler. I motsats är sköldar sårbara för krafter som Overload (överbelastning) och till snabbskjutande vapen som kulsprutepistoler och automatkarbiner. Barriärer används vanligtvis av boss-liknande fiender och är sårbara för vissa vapen och krafter. När en fiendes sköld, rustning eller barriär har tömts kan spelaren använda statuseffektiva krafter som Pull (dra), som tillfälligt får fienden att sväva i luften, för att oskadliggöra fienden. Andra krafter kan ge tillfälliga förmåner för spelaren. Till exempel kan Adrenaline Rush (adrenalinrus) få spelaren att hamna i bullet-time. Krafterna laddas upp efter användning och kräver ingen form av förbrukningsresurs.

### Dialog- och moralsystem
Under samtal med datorspelsfigurer utnyttjar Mass Effect 2 ett dialogträd kallat Dialogue Wheel (dialoghjul) där spelarens dialogalternativ beror på vilken riktning som hjulet pekar på. Den vänstra sidan av hjulet reserveras vanligtvis för alternativ som kommer att få konversationen att fortsätta, medan alternativen på den högra sidan tenderar att få konversationen att avslutas. Svarsalternativen på toppen av hjulet är vanligtvis mer artiga och osjälviska, medan alternativen längst ner är mer aggressiva och fientliga. Spelet introducerar också ett sammanhangsberoende system vilket gör att spelarna kan under vissa stunder avbryta samtalet med direkta åtgärder. Dialogvalen påverkar hur andra datorspelsfigurer reagerar på Shepard, belöningen för slutförda uppdrag, eventuella rabatter från butiker, romanser och Shepards moral.
Moral mäts av två olika poäng: Paragon (charm) och Renegade (avskräcka). Dessa poäng påverkar tillgången till nya speciella Paragon- och Renegade-dialogalternativ som har en mycket stor betydelse för spelet. Till exempel har spelet några uppdrag för att vinna gruppens lojalitet. Vad spelaren gör under ett av dessa uppdrag kommer att avgöra om Shepard får en gruppmedlems lojalitet. Om spelaren får lojaliteten av en gruppmedlem kommer denne att låsa upp en särskild kraft och även hjälpa till i spelets sista uppdrag. Spelets olika slut är allt från att hela gruppen överlever, till att hela gruppen och Shepard dödas, och allt däremellan. När spelaren avklarat spelet kommer ett New Game+-alternativ att låsas upp, som tillåter spelaren att spela om spelet med samma karaktär som denne använde för att avklara spelet.

## Synopsis

### Bakgrund
Mass Effect 2 utspelar sig i Vintergatan under 2100-talet där det är möjligt att göra interstellära resor genom användning av masstransportanordningar kallade Mass Relays (Mass-reläer), en teknik som påstås ha byggts av en utdöd utomjordisk ras kallade Protheans. En konglomerad grupp av regeringar under namnet Citadel Council (Citadellrådet) styr en stor del av galaxen och är ansvarig till att upprätthålla lag och ordning bland det galaktiska samhällets raser. De raser som hör till Citadel Council inkluderar människor, asari, salarians och turians. Övriga utomjordiska raser i spelet inkluderar de reptilliknande krogan och drell, de miljöklädda quarians och en fientlig ras av artificiella intelligenser under namnet Geth.
Under händelserna i det första Mass Effect försökte en Geth-armé att öppna en portal för en högt avancerad maskinras av syntetiska-organiska rymdskepp kallade Reapers. Man tror att Reapers utrotar alla organiska civilisationer i galaxen vart 50.000:e år. Det galaktiska samhället har sedan dess levt i skräck för en annan möjlig invasion. Samtidigt anser en pro-mänsklig organisation kallad Cerberus att människor förtjänar en större roll i det galaktiska samhället och stöder principen att alla metoder för att föra mänskligheten framåt är helt berättigade, inklusive sådant som olagliga eller farliga experiment, terroristverksamhet, sabotage och lönnmord. Som sådan förklarade Citadel Council Cerberus som en terroristorganisation och i enlighet med detta kommer de att åtala Cerberus agenter.

### Figurer
Huvudpersonen i spelet är Commander Shepard (röst av Mark Meer eller Jennifer Hale), en mänsklig elitsoldat som är befälhavaren för rymdskeppen SSV Normandy och Normandy SR-2. Shepards gruppmedlemmar inkluderar den mänskliga Cerberus-officeren Miranda Lawson (Yvonne Strahovski), den mänsklige Cerberus-agenten Jacob Taylor (Adam Lazarre-White), salarian-vetenskapsmannen Mordin Solus (Michael Beattie), turian-vigilanten Garrus Vakarian (Brandon Keener), den mänskliga brottslingen Jack (Courtenay Taylor), den gentekniska krogan-soldaten Grunt (Steve Blum), quarian-teknikern Tali'Zorah (Liz Sroka), drell-lönnmördaren Thane Krios (Keythe Farley), asari-justitiarius Samara (Maggie Baird) eller hennes seriemördardotter Morinth (Natalia Cigliuti), samt den rörliga Geth-plattformen Legion (D. C. Douglas). Ytterligare två gruppmedlemmar, prisjägaren Zaeed Massani (Robin Sachs) och mästertjuven Kasumi Goto (Kym Hoy), medverkar i DLC-paketen Zaeed - The Price of Revenge respektive Kasumi - Stolen Memory. Övriga figurer i spelet är bland andra Normandys pilot Jeff "Joker" Moreau (Seth Green), Cerberus ledare Illusive Man (Martin Sheen) och Normandy SR-2:s artificiella intelligens EDI (Tricia Helfer).

### Handling
Mass Effect 2 börjar några veckor efter händelserna i originalspelet. SSV Normandy patrullerar efter Geth-trupper och blir plötsligt angripen av ett okänt rymdskepp, vilket tvingar besättningen att överge Normandy. Under evakueringen hjälper Shepard att föra Joker till Normandys sista räddningskapsel innan hen blir bortsprängd i rymden. Shepards rymddräkt blir skadad och hen dör av syrebrist och dras in i en närliggande planets omloppsbana. Shepards kropp återhämtas kort efter döden av Cerberus, som inrättar Lazarus Project med det enda syftet att återuppliva Shepard. Två år senare vaknar Shepard upp på ett operationsbord i en forskningsstation, som precis blir angripen av sina egna säkerhetsrobotar. Shepard slår sig ihop med Jacob Taylor och läkaren Wilson för att ta sig till ett flyktskepp. Men Miranda Lawson, som redan väntade på stationens hangar, skjuter Wilson, då hon betraktar honom som stationens förrädare. Shepard förs till Illusive Man, som avslöjar att hela befolkningar av mänskliga kolonier försvinner över hela galaxen.
Shepard arbetar nu för Cerberus och skickas iväg för att undersöka en nyligen attackerad koloni, där hen finner ledtrådar om att Reapers arbetar med fullmakt genom en insektsras kallad "Collectors". Illusive Man förklarar att Shepard måste bygga upp en grupp för att stoppa Collectors som vistas utanför Omega-4 Relay, en plats från vilken inget rymdskepp har någonsin återvänt från. Shepard får också befäl över ett nytt rymdskepp, Normandy SR-2, som återigen styrs av Joker och som är utrustad med en inbyggd AI vid namn EDI. Shepard rekryterar fyra nya gruppmedlemmar – Mordin Solus, Garrus Vakarian, Jack och (eventuellt) Grunt – innan de får besked från Illusive Man om att en annan mänsklig koloni är under attack. Med hjälp av Mordins studier angående Collectors biologi lyckas Shepard stoppa attacken, men en stor del av kolonins befolkning blir tillfångatagna. Shepard fortsätter att rekrytera gruppmedlemmar, och tillsätter Tali'Zorah, Thane Krios och Samara, tills Illusive Man kontaktar Shepard om ett förmodat inaktiverat Collector-skepp. Shepard och hans grupp bordar skeppet men möter inget motstånd från Collectors. De får reda på att Collectors ursprungligen var Protheans som förvandlats till slavar till Reapers. Med EDI:s hjälp får Shepard reda på hur man kan kringgå Omega-4 Relay, tills hen hamnar i ett bakhåll av Collectors. Shepard och hens grupp lyckas fly från Collectorskeppet och relationerna mellan Shepard och Illusive Man blir spänd eftersom Illusive Man hade vetskap om Collectors fälla.
Efter att Shepard genomfört valfria uppdrag för att intjäna gruppmedlemmarnas lojalitet besöker hen en övergiven Reaper och förvärvar en igenkänningstransponder (IFF), vilket krävs för att kunna göra en säker resa genom Omega-4 Relay. Shepard kan förvärva en inaktiverad Geth som, om den är aktiverad, går frivilligt med gruppen och ges namnet Legion. Normandy integrerar IFF i hennes system medan Shepard och gruppen lämnar skeppet. Under deras frånvaro blir Normandy angripen och bordas av Collectors. Endast Joker undviker fångenskap och med EDI:s hjälp lyckas han styra bort Normandy från bakhållet. Efter att Shepards grupp återvänder till Normandy använder de Omega-4 Relay för att komma till Collectors bas. I basen räddar gruppen den överlevande besättningen från Normandy och kämpar sig vidare till den centrala kammaren. Gruppmedlemmarna kan överleva eller avlida under uppdraget, beroende på deras lojalitet till Shepard, de uppgraderingar som man byggt upp i Normandy och de uppgifter som utdelas för specifika medlemmar för att utföra striden.
I den centrala kammaren upptäcker Shepard att Collectors har konstruerat en ny Reaper byggt av de bortförda människornas genetiska material, men EDI är osäker på dess verkliga syfte. Shepard förstör maskinen som driver den mänskliga Reapern och förbereder sig för att förinta Collectors bas. Men innan hen gör det får Shepard kontakt av Illusive Man och beordras att sterilisera basen med en strålningspuls så att dess information kan användas emot Reapers. Efter att Shepard valt att förinta eller sterilisera basen förintar hen den mänsklige Reaperns larv och, om tillräckligt många gruppmedlemmar överlevde striden, flyr från basen innan bomben detoneras. Om inga gruppmedlemmar överlever kommer Shepard inte att undkomma Collectors bas och kommer att dö. Tillbaka på Normandy talar Shepard med Illusive Man, som antingen berömmer eller fördömer Shepards beslut. Medan Shepard sammanträder i Normandys lastrum med de överlevande från uppdraget ger Joker till Shepard ritningar för en Reaper. Mänskligheten har nu väckt Reapers fulla uppmärksamhet, vilka nu vaknar upp och stiger ner över galaxen, vilket påbörjar händelserna för Mass Effect 3.
|  |  |  |  |  |  |

## Utveckling
Mass Effect 2 utvecklades av den kanadensiska datorspelsutvecklaren Bioware och regisserades av Casey Hudson, som tidigare ledde utvecklingen av det första Mass Effect-spelet. Utvecklingen av spelet inleddes i början av 2008, strax innan lanseringen av Microsoft Windows-versionen av det ursprungliga spelet Innan den faktiska produktionen för Mass Effect 2 började skapade Bioware en förteckning över mål som de ska arbeta mot baserat på återkopplingar från fans, recensenter och interna personer. Arbetslagets främsta mål var att "skapa en upplevelse som var mindre om att vara ett spel och mer om att vara en upplevelse." I motsats till den uteslutande fokuseringen på huvudberättelsen i det ursprungliga Mass Effect, förklarade Hudson att Bioware var intresserade av en handling där sidohistorier hade lika mycket intensitet som huvudberättelsen. För att kunna undersöka dessa möjligheter beslutade arbetslaget att arbeta med idén om att rekrytera datorspelsfigurer och göra dem lojala mot spelaren så att de kunde överleva ett självmordsuppdrag. Han noterade att "det roliga är att folk kommer att säga: "Det finns inte så mycket berättelse, annat än att samla din besättning och bygga din grupp och göra dig redo för detta uppdrag.' Men det är berättelsen."
Under de första utvecklingsstadierna var designarnas prioritet enbart på att effektivisera och polera eldstridsaspekterna; rollspelselementen startade inte förrän denna process blev klar. Chefsdesigner Christina Norman konstaterade att "vi ville ha en mer tillfredsställande stridsmekanik och en stor del av det var att göra vapnen mer precisa och kraftfulla på nivå ett – så i grund och botten: låt oss ta rollspelet ut ur skjutspelet." Eftersom Bioware inte hade någon erfarenhet med skjutspel tillbringade arbetslaget ungefär tre månader med att utforma hur stridsmekaniken skulle fungera med det ursprungliga Mass Effect som grund. Norman förklarade att de ville att varje vapen skulle ha en egen identitet, och konstaterar att den färdiga versionen av spelet har 19 vapen med 108 vapentillägg. Införandet av begränsad ammunition var inte från början en del av den huvudsakliga speldesignen och implementerades snabbt för vissa tidiga speltestningar. Utvecklarna ansåg dock så småningom att det förbättrade eldstridernas spänning och tempo.

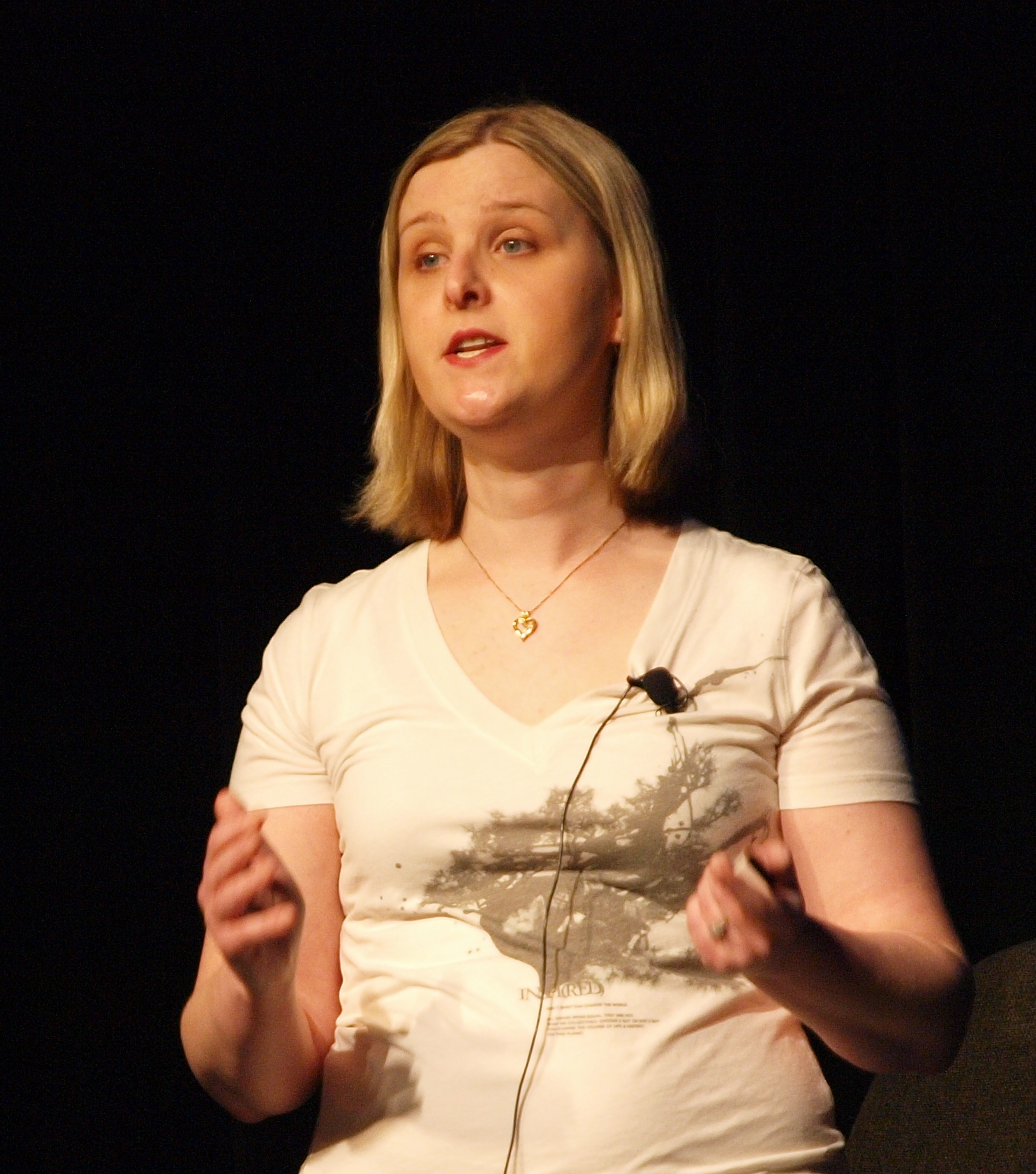
Christina Norman, en av spelets chefsdesignare, på Game Developers Conference 2010.

Bioware ville ha ett spelupplägg i mer realtid med tonvikt på vapen och betäckning. Norman förklarade att det konstanta pausandet av striden för att välja krafter avbryter intensiteten av striderna. Av den anledningen tillade arbetslaget fler alternativ till att tilldela olika förmågor till spelkontrollen för användning i realtid. Arbetslaget har också beslutat att införa regenererande hälsa eftersom det hindrar spelare från att spela oförutsägbart och tvingar dem att förlita sig på hälsopaket. Norman påpekade att det var viktigt att inte förenkla rollspelselementen, men att fortfarande göra dem enklare att använda. Hon förklarade att det ursprungliga spelet erbjöd "alltför många val som inte var särskilt representativa för hur de skulle påverka spelet. I Mass Effect 2 har levlingalternativen avskalats och gjorts mer beskrivande." För karaktärsklasserna ville arbetslaget skapa väldigt olika spelstilar, "även om det innebar att klippa bort några av de möjliga valen." Krafterna balanserades med en enhetlig uppladdningstid, då det tidigare systemet där krafterna skulle kunna användas i tur och ordning betraktades som "löjligt och simplistiskt i slutspelet."
Mass Effects förråd kritiserades av datorspelsjournalister och spelare, och det var ett av de viktigaste målen under utvecklingen att designa ett nytt förrådssystem för Mass Effect 2. Tanken var att spelaren skulle enkelt kunna hantera ett stort antal datorspelsfigurer. För detta ändamål tillbringade Norman tid med att undersöka andra datorrollspels förrådssystem, men ingen skulle kunna användas för att stödja ett så stort antal datorspelsfigurer. Arbetslaget beslutade till slut att genomföra ett enhetligt system där en datorspelsfigur kan använda ett vapen utan att ta bort den från någon annan. Norman förklarade att förrådet i Mass Effect 2 är "så enkelt att en del människor säger att det inte är ett förrådssystem." Att hålla reda på fiendens styrkor och svagheter gjordes mer i linje med olika typer av hälsomätare så att spelarna inte behövde bedöma vilka typer av utmaningar de står inför när de strider mot nya fiender. Spelets head-up display reviderades åtta gånger under utvecklingen.
I mars 2009 tillsattes ett nytt arbetslag på 30 personer till att arbeta på spelstudion EA Montreal för att komplettera de arbetslag som redan arbetade på spelet. Det nya arbetslaget bestod av ett antal personer som arbetade på det ursprungliga spelet, men majoriteten var nyanställda. Mass Effect 2 innehåller röster från 90 röstskådespelare som spelar 546 datorspelsfigurer och talar över 25 000 dialograder. Röstinspelningen för spelet tog dubbelt så lång tid som det ursprungliga Mass Effect. Hudson nämnde två stora utmaningar som störde utvecklingen: Stora recessionen 2008-2012 begränsade spelets budget, och arbetslaget var tvungen att gå igenom det utan att påverka sina ambitiösa mål. Dessutom var en stor del av arbetslaget sjuka under de sista månaderna av utvecklingen, på grund av spridningen av H1N1-viruset 2009, vilket resulterade i en tidsförlust på ett manår. Trots dessa faktorer beskrev Hudson att utvecklingen av spelet gick framgångsrikt "i tid, inom budget, och överträffade kvalitetsmålen."
Mass Effect 2 utvecklades samtidigt med samma hängivenhet för plattformarna Microsoft Windows och Xbox 360. Greg Zeschuk, tidigare viceordförande för Bioware och Electronic Arts, sade att "vår filosofi är att kärleksfullt bygga varje version så att spelarna har en annan ingångspunkt, olika gränssnitt, olika kontroller som fungerar riktigt bra." Bioware förnekade inledningsvis att en Playstation 3-versionen var under utveckling. Trots detta rapporterades att Microsoft Windows-versionen av spelet innehöll kodrader som refererade till Playstation 3. Bioware svarade att Unreal Engine, spelmotorn som Mass Effect 2 använder, är en multiplattform, vilket är anledningen till att det innehåller Playstation 3-koder. Så småningom släpptes en Playstation 3-version av Mass Effect 2 ett år senare än Xbox 360- och Microsoft Windows-versionerna av spelet. Playstation 3-versionen utnyttjar en modifierad version av Unreal Engine 3 kallat Mass Effect 3-motorn; samma motor som Bioware använde för det då kommande Mass Effect 3. I denna nyare version förbättrades lite av karaktärsmodellerna och kontrollerna uppdaterades för att stödja Playstation 3-kontrollen, även om det också tillsattes ett alternativ där spelarna kan växla tillbaka till Xbox 360:s kontrollschema.

## Marknadsföring och lansering
Mass Effect 2 tillkännagavs officiellt vid Game Developers Conference den 17 mars 2009 ihop med en teaser-trailer som förklarade att Shepard "dödades i strid". Tillkännagivandet bekräftade också att spelet skulle släppas till både Microsoft Windows och Xbox 360. I juni 2009 presenterades spelet vid Electronic Entertainment Expo. Nya funktioner visades upp och, för första gången, fick fansen titta på en guidad demo. Demon bekräftade också att Shepard skulle vara vid liv och spelas i Mass Effect 2, men att karaktären kan dö i slutet av spelet. Spelets släppdatum offentliggjordes den 16 oktober 2009. Om spelet förhandsbokades av vissa återförsäljare kunde spelarna få speciella föremål såsom rustningar och vapen i spelet. Spelarna kunde även lösa in koder på speciellt markerade Dr Pepper produkter för en eller tre huvudbonadsdelar, och på registrerade kopior av Dragon Age: Origins för en ny rustning. Under månaderna som ledde till spelets utgivning lanserade Bioware en trailer där Norman berättar om de sex karaktärsklasserna och släppte till sist en filmisk trailer.
Mass Effect 2 släpptes till Microsoft Windows och Xbox 360 den 26 januari 2010 i Nordamerika och 29 januari 2010 i Europa. Spelet släpptes i flera utgåvor. Vid sidan av standardversionen fanns också en digital deluxe-utgåva och en samlarrutgåva tillgängliga att köpa. Samlarutgåvan inkluderade en annan förpackning, en konstbok, bonusmaterial för spelet, bakom kulisserna-DVD och en utgåva av serietidningsserien Mass Effect: Redemption. Electronic Arts skeppade mer än två miljoner exemplar av spelet till återförsäljare runt om i världen under dess första vecka på marknaden. Trots att det släpptes i slutet av månaden blev Mass Effect 2 det näst bästsäljande spelet i januari 2010 med 572 100 sålda exemplar, bakom Nintendos New Super Mario Bros. Wii. Sen november 2014 har Mass Effect 2 sålt i 4,8 miljoner exemplar.
På Gamescom 2010 tillkännagav Bioware att en Playstation 3-versionen av spelet var under utveckling. Microsoft svarade på tillkännagivandet att, trots att Xbox 360 förlorar spelets exklusivitet var det fortfarande den lämpligaste konsolen för att spela spelet på grund av spelets kompatibilitet med det ursprungliga Mass Effect, som på den tiden endast var tillgängligt på Microsoft Windows och Xbox 360. Playstation 3-versionen släpptes den 18 januari 2011 i Nordamerika och 21 januari 2011 i Europa. Till skillnad från Xbox 360 och Microsoft Windows-versionerna av spelet, vilka omfattar två DVD-skivor, passar Playstation 3-versionen av Mass Effect 2 på en Blu-ray Disc. Den nedladdningsbara Playstation Network-versionen stod för mer än 10 % av spelets totala försäljning på Playstation 3. Från och med april 2011 rapporterades att både det ursprungliga Mass Effect och Mass Effect 2 tillsammans sålt mer än sju miljoner exemplar över hela världen. Under 2012 släpptes en samlingsutgåva med de tre huvudspelen i serien, under titeln Mass Effect Trilogy, till Microsoft Windows, Xbox 360 och Playstation 3.
Nya inköp av spelet är försedda med en engångsbrukskort som ger en accesskod för att kunna låsa upp spelets Cerberus Network, ett onlinebaserat nedladdningsbart innehåll och nyhetstjänst som ger åtkomst till bonusmaterial för spelet. Men de spelare som köpt en begagnad version av spelet måste betala för Cerberus Network separat om de ville få tillgång till det nya innehållet. Denna policy tillåter utgivare att bekämpa den begagnade spelmarknaden; företag som Gamestop har tillåtit kunder att sälja sina spel till återförsäljaren så att företaget kan sälja dem för en liten rabatt till andra kunder, men utgivaren för spelen kommer inte göra vinst. Biowares online-utvecklingschef Fernando Melo avslöjade att 11 % av Mass Effect 2:s nedladdningsbara innehålls samlade intäkter kom från Cerberus Network. Policyn fick kritik från en del av fansen, som betraktar det nedladdningsbara innehållet som dyra och som ett incitament för utvecklare att ta bort föremål från den första utgåvan.

### Tekniska problem
Strax efter spelets utgivning rapporterades att spelets textstorlek hade formaterats på ett sådant sätt att texten i spelet blir svårlästa på standardupplösta tv-apparater. Representanter från Bioware konstaterade att problemet var "ett designval, inte en bugg". Mark Barlet, ordförande för webbplatsen Ablegamers, som förespråkar att göra spel mer tillgängliga för funktionshindrade, konstaterade att "det är inte bara storleken på texten i Mass Effect 2 som är problemet, utan det är färgen på texten" som är problemet. Efter att vidare ha undersökt klagomålen släppte Bioware ett uttalande där de medgav att "på vissa standardupplösta tv-apparater kan den minsta texten i Mass Effect 2 vara svårt att läsa", och drog slutsatsen att de inte kunde lösa det genom en titeluppdatering. De uppgav dock att de skulle ta hänsyn till det inför framtida spel.
Andra problem såsom systemkrascher, tillfälliga frysningar och långa laddningstider uppstod på enkärniga datorer, men dessa behandlades i en patch. En ny patch släpptes senare, som minskade mängden skanningstid som krävs för att skaffa uppgraderingar, löste några laddningsproblem med sparfilerna, och behandlade andra mindre buggar. På Playstation 3 rapporterade ett antal spelare att deras sparfiler kan skadas om spelet kraschar oväntat. Community chief Chris Priestly från Bioware svarade med: "Bara för att göra det klart, vi är medvetna om problemet och arbetar med att förstå vad det är [som förekommer] och hur vi kan fixa det. Om du stöter på det här problemet, var god att lämna närmare uppgifter om din PS3 och din spelning." Den 21 februari 2011 släppte Bioware en Playstation 3-patch byggd för att bekämpa sparbuggar, spelfrysningar och upplevda kraschar.

## Nedladdningsbart innehåll
Mass Effect 2 stöder ytterligare innehåll i form av nedladdningsbara innehållspaket som släpptes från januari 2010 till maj 2011. Det nedladdningsbara innehållet varierar från utrustningar till helt nya handlingsrelaterade uppdrag. Större paket inkluderar Lair of the Shadow Broker och Arrival, som spelar viktiga roller i spelseriens handling. I Lair of the Shadow Broker hjälper Shepard den före detta gruppmedlemmen Liara T'Soni att hitta en informationshandlare vid namn Shadow Broker. I Arrival undersöker Shepard bevis på en Reaper-invasion, vilket leder till händelserna i Mass Effect 3. Andra handlingsrelaterade nedladdningsbara innehållspaket inkluderar lojalitetsuppdragen Zaeed - The Price of Revenge och Kasumi - Stolen Memory, och Overlord, som lägger till fem nya uppdrag i spelet.
Till skillnad från Xbox 360- och Microsoft Windows-versionerna av spelet innehåller Playstation 3-versionen paketen Kasumi - Stolen Memory, Overlord och Lair of the Shadow Broker. Då det första Mass Effect-spelet ursprungligen inte släpptes till Playstation 3 (Mass Effect släpptes till Playstation 3 i december 2012) släppte också Bioware ett nytt nedladdningsbart innehåll, med titeln Mass Effect: Genesis, som tillåter spelarna att påverka spelets berättelse med flera stora handlingsval från det första spelet. Dessa val fattas genom en interaktiv serietidning, som visas i början av spelet. Mass Effect: Genesis släpptes senare den 17 maj 2011 till Microsoft Windows- och Xbox 360. Spelets nedladdningsbara innehåll har fått positiv kritik och vissa paket nominerades till bästa DLC (nedladdningsbart innehåll) vid Spike Video Game Awards.

## Mottagande
| Mottagande         | Mottagande                                                                                |
| Samlingsbetyg      | Samlingsbetyg                                                                             |
| Tjänst             | Betyg                                                                                     |
| ------------------ | ----------------------------------------------------------------------------------------- |
| Gamerankings       | 95.77% (75 recensioner) (X360) 94.52% (30 recensioner) (PC) 93.09% (44 recensioner) (PS3) |
| Metacritic         | 96/100 (98 recensioner) (X360) 94/100 (55 recensioner) (PC) 94/100 (62 recensioner) (PS3) |
| Moby Games         | 94/100 (45 recensioner) (X360) 93/100 (58 recensioner) (PS3) 90/100 (41 recensioner) (PC) |
| Recensionsbetyg    |                                                                                           |
| Publikation        | Betyg                                                                                     |
| 1UP.com            | A-                                                                                        |
| Edge               | [ 102 ]                                                                                   |
| Eurogamer          | (Storbritannien) (Sverige)                                                                |
| Famitsu            | 36/40 35/40 (PS3)                                                                         |
| Game Informer      | (PS3)                                                                                     |
| Gamepro            | [ 110 ] [ 101 ]                                                                           |
| Game Revolution    | A-                                                                                        |
| Gamespot           | (PS3)                                                                                     |
| Gamespy            | [ 113 ] [ 101 ]                                                                           |
| Gamesradar         | [ 114 ]                                                                                   |
| Gametrailers       | [ 115 ]                                                                                   |
| Gamereactor        | [ 116 ] [ 117 ]                                                                           |
| IGN                | (PS3)                                                                                     |
| Videogamer.com     | [ 119 ] [ 120 ]                                                                           |
| Digital Life       | [ 121 ]                                                                                   |
| FZ                 | [ 122 ]                                                                                   |
| Giant Bomb         | [ 123 ]                                                                                   |
| Kotaku             | Positiv                                                                                   |
| Level 7            | [ 125 ]                                                                                   |
| The New York Times | Positiv                                                                                   |
| RPGamer            | [ 127 ]                                                                                   |
| Svenska dagbladet  | 6/6                                                                                       |

Mass Effect 2 har fått ett starkt mottagande av recensenter; det fick beröm för dess datorspelsfigurer, interaktiva berättande, röstskådespeleri och design.. I recensionssammanställningssidorna Gamerankings och Metacritic har Xbox 360-versionen av spelet genomsnittsbetygen 95,69 % respektive 96 av 100, betygen 94,52 % respektive 94 av 100 för Microsoft Windows-versionen, och betygen 93,09 % respektive 94 av 100 för Playstation 3-versionen. I Mobygames har spelet betyget 94 av 100 för Xbox 360-versionen, 93 av 100 för Playstation 3-versionen, och 90 av 100 för Microsoft Windows-versionen.
Erik Brudvig från IGN kallade Mass Effect 2 ett mycket personligt spel, med en hel del känslor inblandade. Han berömde möjligheten att importera en karaktär, och konstaterade att den samlade upplevelsen förändras när olika sparade spel från det föregående spelet används. Tom Bramwell från Eurogamer betonade positivt vikten av social interaktion baserat på händelsernas utfall och att spelarna känner riktig press för sina beslut. Han gav även beröm till spelets karaktärer. Edge krediterade dem för deras komplexa personligheter och bra karaktärsteckning, medan Game Revolution påpekade att lojalitetsuppdragen "gräver sig tillräckligt djupt in i deras karaktärer för att få dig att känna empati med dem alla". Hanna Nyström från Svenska Dagbladet tyckte att "Adrenalinet när man avancerar genom fiendeland och jagar sanningen gör i sig Mass effect 2 till ett fantastiskt spel, men det är relationerna däri och känslorna som väcks inuti en som gör det unikt." Andreas Eklöv från Level 7 skriver i sin recension att "de stora beslut du fattar inte bara har en fundamental påverkan på spelets handling utan hur hela trilogin utspelar sig sätter Mass Effect 2 i en klass för sig". Spelets sidouppdrag har fått positiva omdömen och betraktas som mer "öppna" och "varierade" än i det första Mass Effect. Brad Shoemaker från Giant Bomb anser att sidouppdragen är "precis lika välproducerade som uppdragen i huvudberättelsen och de lägger en avsevärd mängd av djup och bakgrundshistoria till både den relevanta karaktären och Mass Effect-universumet i stora drag."
Spelets grafik och atmosfär har fått likartat beröm. Gamespots recensent Kevin VanOrd anmärkte att Mass Effect 2 är mer detaljerad och mörkare än dess föregångare. Han skrev att "djupa röda och glödande indigos genomdränkte vissa scener, vilket gör dem rikare och mer olycksbådande; kuslig dimma begränsar din syn i ett sidouppdrag, medan regnet öser ner på dig i en annan. Subtil och retlig ljussättning ger vissa interaktioner stor påverkan." Johannes Hoas på Digital Life ansåg att "Mass Effect 2 är ett fantastiskt bra spel med ett stämningsfullt soundtrack, fantastisk grafik och ett universum som tycks vara oändligt. Det tar allt som var både bra och dåligt med ettan och gör det ännu bättre." Adriaan den Ouden från RPGamer ansåg att spelets konversationer och mellansekvenser var bättre än det första spelet, och konstaterade att "det är svårt att föreställa sig att de blir mycket bättre i Mass Effect 3". Recensenterna gav också höga betyg till spelets omfattande röstskådespeleri, framför allt till Martin Sheens framförande som Illusive Man, som pekats ut för att ha "stulit föreställningen". Andrew Reiner från Game Informer ansåg att musiken "flyter vackert" i både berättelsen och actionsekvenserna. IGN:s recensent kände att spelets presentation och regi ligger "kilometer före konkurrenterna".
Ett flertal recensenter förklarade att spelupplägget var en förbättring jämfört med originalspelet. John Davison från Gamepro skrev att "Bioware har gjort ett spektakulärt arbete med att flytta rollspelsgenren framåt, och blanda olikartade spelstilar med en verkligt spännande sci-fi epos." VanOrd berömde Mass Effect 2 för att det besatt en identitet, vilket var något som dess föregångare saknade. Han noterade att skjutmekaniken är "mer omedelbar och tillfredsställande, som håller takten i rörelse och intensifierar våldet i varje strid". Likaledes observerade Gerald Villoria från Gamespy att medan det ursprungliga Mass Effect "gick i linjen mellan RPG och skjutspel [...] har Mass Effect 2 blivit en mycket mer fokuserad skjutspelsupplevelse". Jeremy Parish från 1UP.com krediterade stridsmekaniken för att vara mer balanserad, och konstaterade att spelet uppmuntrar spelarna att använda olika vapenklasser och gruppförmågor när situationen kräver det.
Trots dess positiva omdömen har vissa publikationer såsom Gamecritics och RPGamer uttryckt sin oro för spelets förenklade spelupplägg jämfört med det föregående spelet i serien, och kallade det för "avskalat" och med en "fördummad känsla". Vissa recensenter kritiserade också den långsamma planetskanningen. Game Revolution kände att det var en "börda, obligatoriskt om du vill ha uppgraderingar och tråkigt eftersom det inte finns någon spänning eller utmaning", men i slutändan kom de fram till att spelet som helhet "gör mer än tillräckligt för att leva upp till sin föregångare". Den italienske journalisten Jaime d'Alessandro från la Repubblica definierade Mass Effect 2 som "överväldigande" och "en stor sci-fi fresk som skulle vara en skam att missa." Daniel Steinholtz från Gamereactor sammanfattade sin recension med att skriva: "Oavsett om du är hopplös actiontorsk, ingrodd rollspelsgeek eller fanatisk sci-fi-anhängare finns det något för dig. Och är du allt detta på samma gång: Välkommen till nirvana."
Recensionerna för Playstation 3-versionen var likartade. Colin Moriarty från IGN beskrev det som "den bästa och mest kompletta versionen av spelet som finns" på grund av den uppgraderade spelmotorn och de tillagda nedladdningsbara innehållspaketen. Däremot kritiserade VanOrd för tillägget av datorspelsfiguren Kasumi Goto från Kasumi – Stolen Memory, och konstaterade att "hon passar aldrig in med sina mer färdigutvecklade kohorter". Han påpekade också att Playstation 3-versionen lider av tekniska problem såsom oregelbunden bildhastighet, grafiska glitchar och andra mindre buggar, som oftast förekommer i spelets nedladdningsbara innehåll. Game Informers recensent Joe Juba reagerade negativt på bristen av sparimporteringen från det ursprungliga Mass Effect, som tidigare inte släpptes till Playstation 3, och påpekade att de beslut som fattas i Mass Effect: Genesis interaktiva serietidning "har praktiskt taget ingen kontext". Trots kritiken förklarade han att spelet i sig är lika bra på Playstation 3 som det är på Xbox 360.

### Utmärkelser
Mass Effect 2 fick ett flertal utmärkelser. I D.I.C.E. Awards, tidigare känt som Interactive Achievement Awards, vann Mass Effect 2 utmärkelserna "Årets spel", "Årets MMO/Datorrollspel" och "Enastående prestation inom berättande". Under Spike Video Game Awards 2010 vann spelet "Bästa Xbox 360-spel" och "Bästa RPG". Bioware erkändes också för sitt arbete på spelet och belönades med utmärkelsen "Årets studio". I Canadian Videogame Awards 2011 vann spelet utmärkelserna "Årets spel", "Bästa konsolspel", "Bästa speldesign" och "Bästa manus". Spelet fick också flera andra anmärkningsvärda utmärkelser, bland annat "Bästa spel" på British Academy of Film and Television Arts Awards, "Bästa manus" på Game Developers Choice Awards och två Golden Joystick Awards för "Årets bästa RPG" och "Årets ultimata spel".
Mass Effect 2 är ofta citerat som ett av de bästa datorspelen som någonsin skapats. Under 2011 valdes Mass Effect 2 ut som en av 80 speltitlar från de senaste 40 åren som placeras på konstutställningen Art of Video Games i Smithsonian American Art Museum i Washington, D.C.. IGN rankade spelet på första plats på sin lista över "Topp 100 moderna datorspel", och underhållningswebbsidan Watchmojo.com placerade Mass Effect 2 på första plats på sin lista över "Topp 10 Electronic Arts-spel'". Spelet inkluderades också som en av speltitlarna i boken 1001 Video Games You Must Play Before You Die.

## Musik

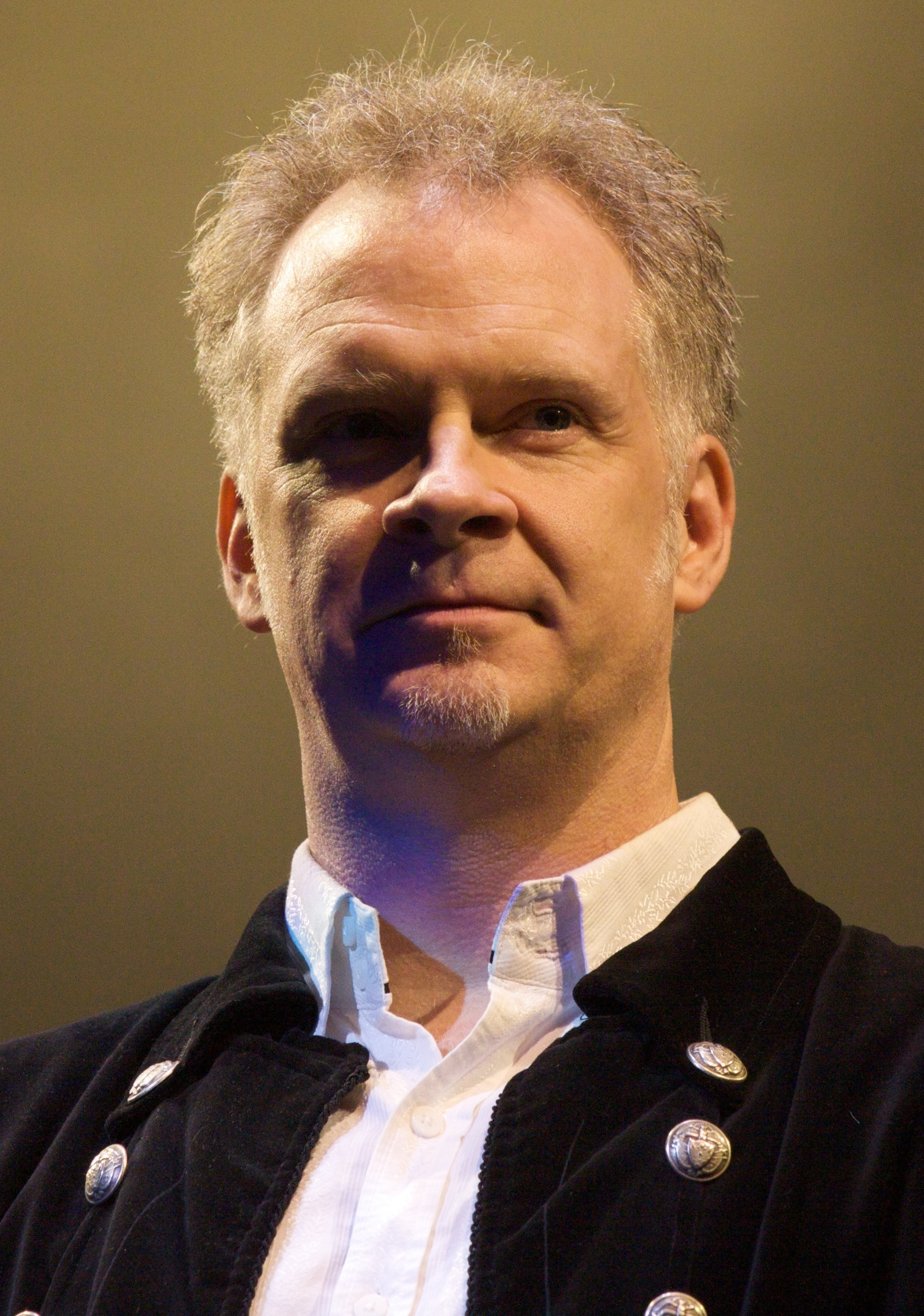
Spelets huvudkompositör var Jack Wall.

Musiken i Mass Effect 2 komponerades främst av Jack Wall. Hans tidigare arbete med Bioware var som huvudkompositör för Jade Empire och det ursprungliga Mass Effect. Musiken innehåller också några stycken av Sam Hulick, David Kates och Jimmy Hinson, med ytterligare redigering och implementering av Brian DiDomenico. Till skillnad från det ursprungliga Mass Effect syftade kompositörerna till att skapa ett mörkare och mer moget ljud som matchar stämningen i spelet. Musiken innehåller både orkester och klassiska sci-fi-arrangemang som inspirerats av soundtracket i kultfilmen Blade Runner och av det tyska elektroniska bandet Tangerine Dreams musik. Den harmoniska strukturen av Wendy Carlos soundtrack till Tron var också en stor inspirationskälla. Som ett komplement till varje datorspelsfigur gav kompositörerna dem var sin egen signaturmelodi för att förmedla deras personligheter och bakgrunder. Kates sade att "det var ett av våra uppdrag att skapa en dynamisk musik som uttryckte en mängd känslor."
Musiken från spelet har släppts i flera album. Bioware släppte huvudsoundtrackalbumet, Mass Effect 2: Original Videogame Score, den 19 januari 2010. Soundtracket omfattar två skivor och 27 låtar. Nya musikstycken förekommer i de nedladdningsbara innehållspaketen Kasumi - Stolen Memory, Overlord, Lair of the Shadow Broker och Arrival. Soundtracket från Kasumi - Stolen Memory och Arrival komponerades av Sonic Mayhem-duon Sascha Dikiciyan och Cris Velasco, medan musiken från Overlord och Lair of the Shadow Broker komponerades av Christopher Lennertz. Musiken i Mass Effect 2 nominerades för bästa originalmusik på British Academy of Film and Television Arts Awards 2011 och bästa soundtrackalbum vid det 9:e årliga Game Audio Network Guild Awards.

## Uppföljare
Mass Effect-serien var från starten tänkt att vara en trilogi, och en uppföljare till spelet började produceras strax före Mass Effect 2:s utgivning. Uppföljaren, med titeln Mass Effect 3, släpptes till Microsoft Windows, Xbox 360 och Playstation 3 den 9 mars 2012, och till Wii U den 30 november 2012. Spelet börjar på Jorden där Commander Shepard har gripits efter händelserna i det nedladdningsbara innehållspaketet Arrival. Spelets berättelse påverkas av de val som spelaren gjort i det ursprungliga Mass Effect och Mass Effect 2. Om Shepard dör i slutet av Mass Effect 2 kan karaktären inte importeras till Mass Effect 3.
Bioware uppgav att spelet slutar Shepards berättelseark och att framtida spel i serien skulle utspela sig i ett annat universum. Till skillnad från de tidigare spelen i serien har Mass Effect 3 utöver dess enspelarkampanj också ett samarbetsläge med stöd för upp till fyra spelare. Spelet fick ett positivt mottagande från recensenter, med ett genomsnittsbetyg på 93 av 100 för Xbox 360-versionen hos Metacritic. Det har dock fått betydande kritik för dess olika slut, vilket fansen betraktade som bristfälliga och som inte uppfyllde deras förväntningar.